# 証券取引等監視委員会
証券取引等監視委員会（しょうけんとりひきとうかんしいいんかい、英語: Securities and Exchange Surveillance Commission、略: SESCまたはSEC）は、1992年（平成4年）に証券取引や金融先物取引等の公正を確保する目的で大蔵省に設置され、現在は金融庁に属する審議会等の一つ。事務処理状況は、金融庁設置法に基づき毎年公表する。
内閣総理大臣および金融庁長官から委任された権限により、市場分析審査・証券モニタリング・取引調査・開示検査を行い、また犯則事件の調査が必要なときは、金融商品取引法または犯罪による収益の移転防止に関する法律（犯罪収益移転防止法）に基づき、質問、検査、領置といった任意調査を行うほか、裁判官の発する許可状による臨検、捜索および差押え等の強制調査を行うこともできる。
1993年に証券監督者国際機構（IOSCO）の準会員となった（正会員は金融庁）。
現委員長は、元福岡高等検察庁検事長の中原亮一（2022年12月に就任）。

## 概要
内閣府設置法第54条及び金融庁設置法第6条第1項において、内閣府の外局である金融庁の審議会等として設置が定められている合議制の行政機関である。
この「審議会等」は、外局としての委員会（公正取引委員会や原子力安全委員会など）に比べ、上位官庁からの独立性が弱い。
証券取引等監視委員会が外局として設置されていない理由は、上位組織である金融庁が内閣府の外局として設置されており、「外局の外局」として設置できる根拠法令が存在しないためである。

### 任務及び権限
証券監視委が行う監視事務は、市場分析審査、証券モニタリング、取引調査、開示検査および犯則事件の調査の5つに分かれる。具体的には次のような事務を掌っている。
- 金融商品取引法第211条などに基づく内閣総理大臣および金融庁からの委任を受けて行われる検査（金融商品取引業者等に対する立入検査など）や取引審査、また内部者取引や有価証券報告書虚偽記載などの犯則事件の調査（強制調査）
- 証券取引等の公正を確保するために必要な施策の建議、行政処分の勧告、裁判所への禁止命令申立ておよび犯則事件の告発
- 金融商品取引業者に対し、金融機関等による顧客等の本人確認等に関する法律（平成14年法律第32号）に定められた義務が正しく履行されているかを確認するための報告書や資料提出の要求、および立入検査
- 事務の処理状況の公表

また、無登録での営業や無届での投資家募集、虚偽告知などの不法行為について、裁判所に禁止命令の請求や犯則事件の告発を行う。

### 米国の証券取引委員会との比較
アメリカ合衆国の証券取引などの監視機関である証券取引委員会（Securities and Exchange Commission、略: SEC）に比べて捜査権が無いということはなく、実際は金融商品取引法第211条において強制調査権が与えられている。
ただし人員数が少ない、規則制定権が無い（金融庁が有する）、などの点は検討の余地があると指摘されており、特に2005年のジェイコム株大量誤発注事件、ライブドア事件以降は、組織や倫理性の強化が唱えられている。

### 日本証券業協会との関係
国内の全ての証券会社および登録金融機関が加盟する日本証券業協会（特別の法律により設立される法人）は1992年の証券取引法改正により、委員会とほぼ同時に発足した自主規制団体であり、国内の有価証券市場における金融機関の円滑かつ公正な取引と投資者の保護を目的としている。
委員会と日本証券業協会との間では定期的にまたは随時緊密な情報交換が行われている。委員会は内閣総理大臣、金融庁長官又は財務大臣に対し必要施策を建議する権利に基づき、同協会の規則改良や個別金融会社への勧告を行っている（アナリスト・レポートの取扱い方法の改善やインサイダー防止施策の強化など）。
2004年には他の金融取引自主規制機関（大阪証券取引所など）の中にも未だ企業コンプライアンスの不徹底が窺えることを報告した。

## 組織
証券取引等監視委員会には事務局が置かれている。
- 事務局長
- 次長 (2)
- 市場監視総括官
  - 総務課
  - 市場分析審査課
  - 証券検査課
  - 証券検査監理官
  - 取引調査課
  - 開示検査課
  - 特別調査課

### 幹部職員
2025年度の証券取引等監視委員会事務局の幹部は以下のとおりである。
- 事務局長：齊藤馨
- 次長：木股英子
- 次長：小川理津子
- 市場監視総括官：杉山一彦

## 活動
年次に活動報告が行われている。2022年の主な内容は以下のとおり。
1. 証券監視委の活動状況
2. 市場分析審査実施状況
3. 勧告等実施状況
4. 証券検査実施状況
5. 勧告等事案の概要一覧表
6. 裁判所への申立て実施状況
7. 犯則事件の調査・告発等
8. 建議実施状況等
9. 海外当局との連携
10. 講演会等の開催状況
11. 各種広報媒体への寄稿

### 営業禁止等の裁判所命令請求
件数は以下のとおり。
|  | 無登録営業 |  | 無届募集 |  | 虚偽告知 |

|  |  |  |

|  |  |  |

|  |  |  |

|  |  |  |

|  |  |  |

|  |  |  |

|  |  |  |

|  |  |  |

|  |  |  |

|  |  |  |

|  |  |  |

|  |  |  |

|  |  |  |

|  |  |  |

|  |  |  |

|  |  |  |

|  |  |  |

|  |  |  |

|  |  |  |

|  |  |  |

### 犯則事件の告発
| 現在、技術上の問題で一時的にグラフが表示されなくなっています。 |                                                                |
|                                                                | 現在、技術上の問題で一時的にグラフが表示されなくなっています。 |

|  | 現在、技術上の問題で一時的にグラフが表示されなくなっています。 |

### インサイダー事件の告発
|  | 現在、技術上の問題で一時的にグラフが表示されなくなっています。 |

|  | 現在、技術上の問題で一時的にグラフが表示されなくなっています。 |

## 沿革
- 1990年12月 - インサイダー防止のため、上場企業の5％以上の株式を保有する大株主に報告義務が課された（5％ルール）
- 1992年（平成4年） - 7月、国家行政組織法第8条および大蔵省設置法第7条に基づき大蔵省に置かれる合議制の機関（八条委員会）として大蔵省に発足。

- 1995年（平成7年） - 1月、GATTを引き継いだ世界貿易機関（WTO）が発足。
- 1996年（平成8年） - 1月、WTO設立協定の政府調達に関する協定が発効。
- 1998年（平成10年） - 6月、金融監督庁の発足により、金融監督庁の審議会等となる。12月、金融監督庁と共に金融再生委員会に移管。
- 2000年（平成12年） - 7月、大蔵省金融企画局の事務が金融監督庁に移管し、さらに金融監督庁の金融庁への改組により、金融庁の審議会等となる。
- 2001年（平成13年） - 1月、中央省庁再編により金融再生委員会が廃止され、内閣府の外局として設置された金融庁の中の審議会等となる。
- 2007年（平成19年） - 9月、世界金融危機問題が顕在化しファンド等に対する検査権限追加[9]。
- 2011年（平成23年）
  - 7月、6課（総務課、市場分析審査課、証券検査課、取引調査課、 開示検査課、特別調査課）体制に移行[9]。
  - 8月、国際取引等調査室を設置[9]。
- 2015年（平成27年） - 4月、情報解析室を設置[9]。
- 2017年（平成15年） - 日本政府が国際的な組織犯罪の防止に関する国際連合条約を受諾。
- 2018年（平成30年） - 4月、高速取引行為者に対する検査権限追加[9]。
- 2020年（令和2年） - 5月、暗号資産デリバティブ取引や、電子記録移転権利を取り扱う金商業者に対する検査権限追加[9]。

## 歴代委員長・委員
委員長及び委員は、両議院の同意を得て、内閣総理大臣（大蔵省のときは大蔵大臣）が任命する。
| 代 | 衆議院 承認日      | 参議院 承認日      | 役職   | 氏名       | 職歴・所属等 |
| -- | ------------------ | ------------------ | ------ | ---------- | --- |
| 1  | 1992年 6月18日     | 1992年 6月19日     | 委員長 | 水原敏博   | 名古屋高等検察庁検事長。（後職）水原法律事務所弁護士 |
| 1  | 1992年 6月18日     | 1992年 6月19日     | 委員   | 成田正路   | （前職）日本放送協会考査室長（後職）日本たばこ産業監査役、信金中央金庫監事 |
| 1  | 1992年 6月18日     | 1992年 6月19日     | 委員   | 三原英孝   | （前職）会計検査院事務総長 |
| 2  | 1995年 5月26日     | 1995年 5月31日     | 委員長 | 水原敏博   | - |
| 2  | 1995年 5月26日     | 1995年 5月31日     | 委員   | 佐藤ギン子 | - |
| 2  | 1995年 5月26日     | 1995年 5月31日     | 委員   | 成田正路   | - |
| 3  | 1998年 6月10日     | 1998年 6月10日     | 委員長 | 佐藤ギン子 | （前職）駐ケニア特命全権大使（後職）女性労働協会会長 |
| 3  | 1998年 6月10日     | 1998年 6月10日     | 委員   | 川岸近衛   | 読売新聞論説副委員長 |
| 3  | 1998年 6月10日     | 1998年 6月10日     | 委員   | 高橋武生   | - |
| 4  | 2001年 6月5日      | 2001年 6月6日      | 委員長 | 高橋武生   | - |
| 4  | 2001年 6月5日      | 2001年 6月6日      | 委員   | 川岸近衛   | - |
| 4  | 2001年 6月5日      | 2001年 6月6日      | 委員   | 野田晃子   | - |
| 5  | 2004年 6月8日      | 2004年 6月11日     | 委員長 | 高橋武生   | 福岡高等検察庁検事長 |
| 5  | 2004年 6月8日      | 2004年 6月11日     | 委員   | 水城武彦   | 経済ジャーナリスト。NHK記者、解説委員 |
| 5  | 2004年 6月8日      | 2004年 6月11日     | 委員   | 野田晃子   | （前職）監査法人中央会計事務所代表、日本公認会計士協会会計制度委員会副委員長、公認会計士第2次試験試験委員、中央青山監査法人。（後職）中越パルプ工業監査役、レナウン監査役、東芝社外取締役 |
| 6  | 2007年 6月19日     | 2007年 6月20日     | 委員長 | 佐渡賢一   | 福岡高等検察庁検事長 |
| 6  | 2007年 6月19日     | 2007年 6月20日     | 委員   | 福田眞也   | 等松・青木監査法人公認会計士（後職）公認会計士福田眞也事務所 |
| 6  | 2007年 6月19日     | 2007年 6月20日     | 委員   | 熊野祥三   | （前職）野村証券取締役、野村ホールディングス取締役 |
| 7  | 2010年 12月3日     | 2010年 12月3日     | 委員長 | 佐渡賢一   | - |
| 7  | 2010年 12月3日     | 2010年 12月3日     | 委員   | 福田眞也   | - |
| 7  | 2010年 12月3日     | 2010年 12月3日     | 委員   | 吉田正之   | 長島・大野・常松法律事務所弁護士 |
| 8  | 2013年 11月8日     | 2013年 11月8日     | 委員長 | 佐渡賢一   | - |
| 8  | 2013年 11月8日     | 2013年 11月8日     | 委員   | 吉田正之   | - |
| 8  | 2013年 11月8日     | 2013年 11月8日     | 委員   | 園マリ     | （前職）新日本有限責任監査法人公認会計士。（後職）野村ホールディングス取締役 |
| 9  | 2016年 10月25日    | 2016年 10月21日    | 委員長 | 長谷川充弘 | 広島高等検察庁検事長 |
| 9  | 2016年 10月25日    | 2016年 10月21日    | 委員   | 浜田康     | 公認会計士。青山学院大学大学院会計プロフェッション研究科特任教授。早稲田大学理工学部卒業                                                                                                  |
| 9  | 2016年 10月25日    | 2016年 10月21日    | 委員   | 引頭麻実   | 大和総研専務理事 |
| 10 | 2019年 11月29日 日 | 2019年 11月29日 日 | 委員長 | 長谷川充弘 | - |
| 10 | 2019年 11月29日 日 | 2019年 11月29日 日 | 委員   | 浜田康     | - |
| 10 | 2019年 11月29日 日 | 2019年 11月29日 日 | 委員   | 加藤さゆり | 国民生活センター理事 |
| 11 | 2022年 11月1日     | 2022年 11月9日     | 委員長 | 中原亮一   | 福岡高等検察庁検事長 |
| 11 | 2022年 11月1日     | 2022年 11月9日     | 委員   | 加藤さゆり | - |
| 11 | 2022年 11月1日     | 2022年 11月9日     | 委員   | 橋本尚     | 青山学院大学大学院会計プロフェッション研究科教授。早稲田大学大学院商学研究科修士課程修了                                                                                                  |

### 人事問題
2016年には、証券取引等監視委員会の委員の1人に大和証券SMBC事業調査部長で大和総研専務理事であった引頭麻実が就任しており、金融会社を規制する側の委員としての利益相反の状態が生じた。このときには参議院の先議により承認された。
さらに2017年になると日本証券業協会会長に大和証券グループ本社会長の鈴木茂晴が就任し（7月1日、同協会理事会の推薦と総会選挙により就任）、民間自主規制団体とそれを規制する委員会に、同じ大和証券の人物が着任した状態となった。
さらに2017年6月、退任した元委員の園マリが野村ホールディングス社外取締役に就任し、利益相反の状態が判明した。このような人事は軽率であるとの批判に関しては、野村側が同委員の「社外取締役としての独立性には疑義はない」と表明したに留まっており、「証券取引等監視委員会委員としての独立性」については公式な見解が伺えない。